# Индийские аскеты-воины
Индийские аскеты-воины – монахи-воины, члены военизированных подразделений различных объединений индийских аскетов, игравшие значительную роль в политической и экономической жизни Индии, начиная со времени индийского средневековья и до подавления Восстания санньясинов и факиров.
Возникнув как ответ на мусульманское вторжение в XII веке для оказания сопротивления вооруженным отрядам факиров и дервишей, от рук которых незащищенные аскеты страдали в первую очередь, со временем аскеты-воины превратились в организованные отряды наемников, использующих мушкеты и конницу. Дисциплина, иерархия, верность своим предводителям и пренебрежение к смерти позволяли аскетам легко адаптироваться к военизированным организациям.
Достигнув пика своего могущества к середине XVIII века, когда объединения военизированных аскетов представляли собой уже многотысячные армии с конницей и артиллерией и даже сами нанимали на службу наемников, после поражения Восстания санньясинов и факиров в Бенгалии и Бихаре в самом конце XVIII века их роль в политической и экономической жизни Индии неуклонно снижалась. В немалой степени этому способствовало объявление аскетов вне закона и их преследование в рамках антитаговской компании.
До настоящего времени сохранились некоторые акхара, в которых происходит обучение аскетов воинским навыкам. Выполняемые упражнения считаются формой поклонения или молитвы Хануману.  Ранее воинские практики и участие в битвах были для аскетов-воинов необходимыми условиями не только самоидентификации и самосовершенствования, но и средством достижения религиозного спасения.

## История
Первое упоминание об аскете с оружием приводится в трактате Махабхашья, датируемым II в. до н. э. В этом  трактате упоминается отшельник, описанный как странствующий аскет, носящий звериную шкуру и цельнометаллическое копье. В биографии правителя северной Индии VII века упомянуты два аскета, состоявшие в личной гвардии правителя и «занимавшие первые ряды в бою».
Задокументированная история военизированных монашеских орденов начинается с описания сражения между аскетами-шиваитами и йогами, которое наблюдал Акбар I Великий в Тханесаре в 1567 г. и ограничивается 1914 г., когда аскеты направили предложение правительству Индии, предлагая свои услуги для участия в Первой мировой войне, но впоследствии отказались, когда им предложили зачислиться в регулярную армию.
Возникновение традиции вооруженного аскетизма как одной из ветвей религиозной жизни исследователи относят к раннему средневековью. Первыми из групп аскетов, кто организовано взял в руки оружие, были натх-йоги (обычно просто «йоги»). Впоследствии вооруженные йоги интегрировались в милитаризованную ветвь ордена санньясинов-шиваитов.
Последовательность создания милитаризованных ветвей общин аскетов была следующей: йоги, санньясины-шиваиты; рамаяты, вишнусвами, нимбарки, валлабхачарьи. Затем в процесс вовлеклись более миролюбивые секты сатнами, дадупантхи и последними нанакпантхи. Но в различные периоды в различных частях Индии без особого разбора между направлениями индуизма и даже псевдо-мусульманских направлений аскетизма, вооруженные аскеты именовались нагами, йогами, санньясинами, факирами, госаинами или байрагами.  Во время традиционных празднований Кумбха Мела между различными группировками аскетов время от времени происходили массовые кровопролитные столкновения за право первыми совершить обряд.
Средневековый индийский поэт Кабир писал:

О, брат! Никогда я не видел таких йогов, как эти!
…
Разве Даттатрея атаковал своих врагов?
Разве Шукадева устанавливал пушки?
Или Васудева дул в свой рог?
Те, кто сражаются, имеет небольшую мудрость.
Должен я их звать аскетами или лучниками?

## Экономическая деятельность

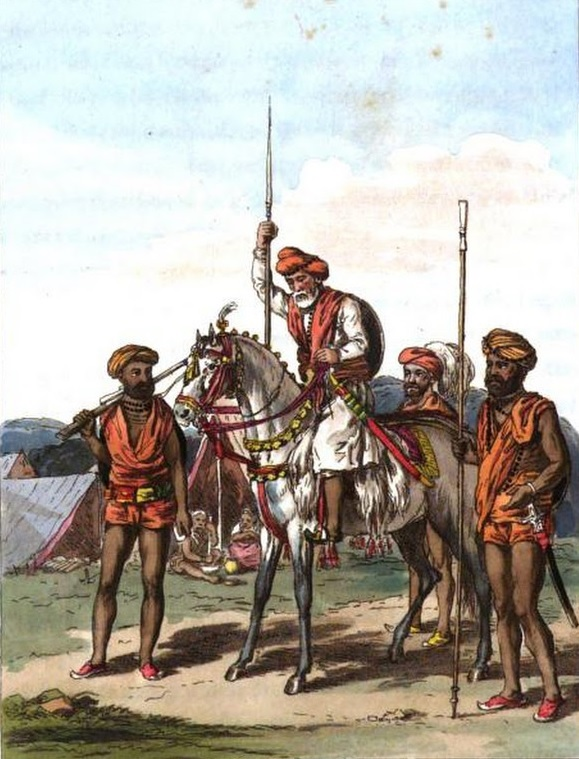
Высокопоставленный аскет и госаины.

Основными занятиями объединений военизированных аскетов были сбор налогов, торговля, ссуживание денег под проценты и военное наемничество. Еще в начале XX веке аскеты активно нанимались махараджами для сбора налогов. В их руках была сосредоточена торговля драгоценными камнями, кораллами, шелком-сырцом, золотом и серебром. Они охраняли торговые пути, которые были тесно связаны с маршрутами паломников, контролировали торговлю от Тибета до Южной Индии. Деятельность аскетов была сравнима с деятельностью средневековых европейских рыцарских орденов. Джемс Тод, британский политический агент в Раджастхане, в начале XIX века писал:

Госаины являются одними из самых богатых людей в Индии… Те из них, кто профессионально вооружен, похожи на рыцарей-госпитальеров. Они живут в монастырях, разбросанных по всей стране, владеют землями, собирают подаяния или служат за деньги, когда их позовут.

Занимались аскеты и другими видами деятельности. Нередко сбор налогов больше походил на сбор откупов и дани. Использовалась также известная схема, когда держатели собственности были вынуждены нанимать одних аскетов для защиты от других.
Тем не менее, несмотря на подобные эксцессы, аскеты в целом обеспечивали стабильность экономики и торговли, поддерживали сельское хозяйство в местах своего проживания.

## Военная деятельность

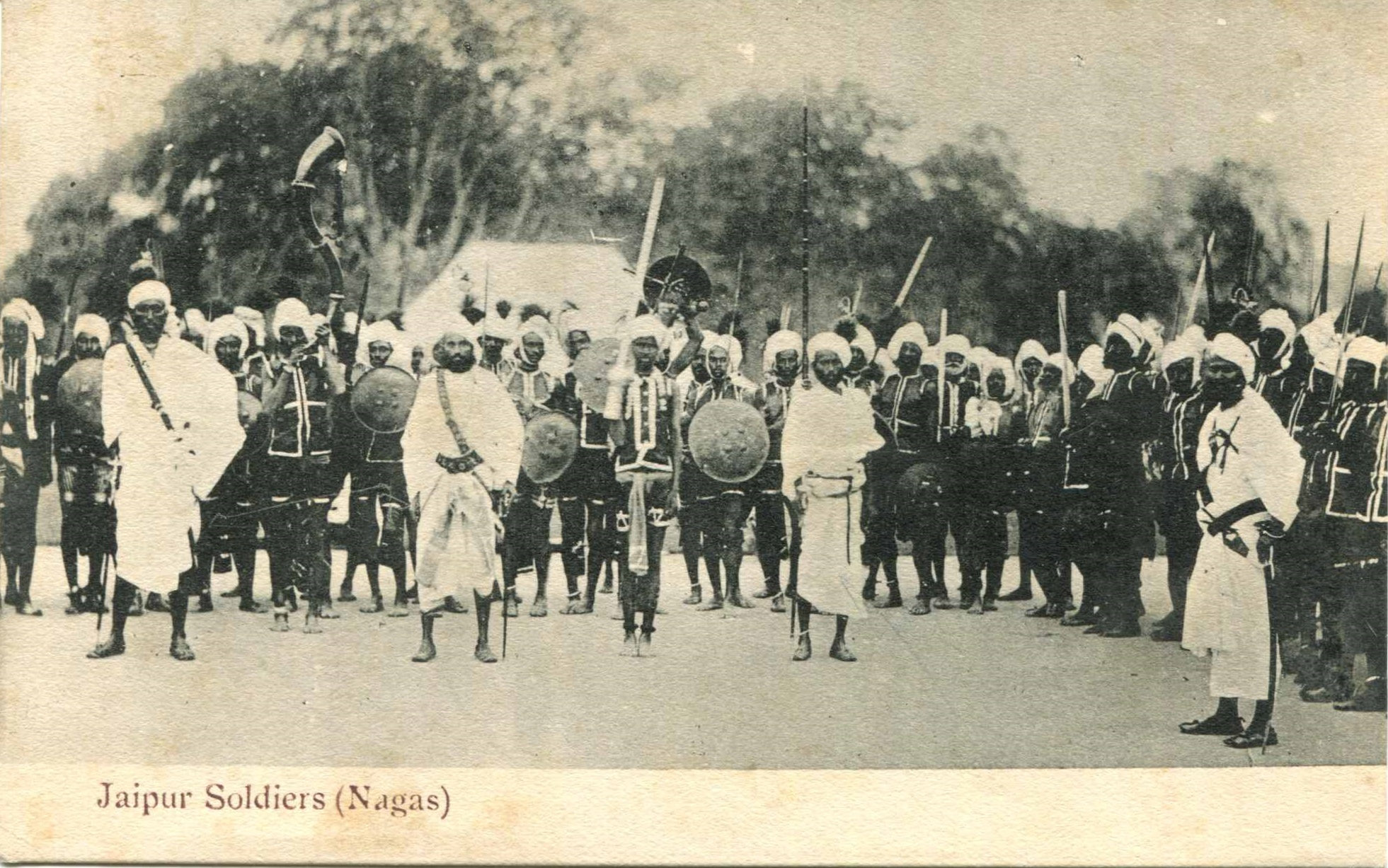
Вооруженные аскеты в армии Джайпура, 1900 г.

В качестве военных наемников аскеты-воины перебывали на службе у всех больших и малых правителей Индии, включая британцев. Редкий заминдар не имел отряда телохранителей из числа аскетов. В княжествах Кота и Бунди они нанимались еще в начале XX века. А в первой половине XX века аскеты еще охраняли ворота дворца в Удайпуре. В целом их роль в военной жизни Индии была вполне сопоставима с ролью швейцарских наемников в Европе. Их жестко выстроенная командная иерархия, стойкость, преданность до смерти своим руководителям, вкупе с превосходными боевыми навыками, особенно ближнего боя, делали их желанной частью любой военной силы до XIX века. Увеличение доли солдат из числа аскетов-воинов в северной Индии в XVIII веке было вызвано тем обстоятельством, что изменившиеся условия войны требовали большей физической и психической дисциплины в связи с возросшим значением огнестрельного оружия и вытекающей из этого необходимости в солдатах, которые могли бы оставаться в строю под шквальным огнем, прислушиваться к указаниям полевого командира, и совершать при этом последовательность точных залпов.
Но даже в позднее время аскеты в силу их индивидуальных умений и качеств считались превосходными мастерами ближнего боя и использовались в качестве ударной шоковой пехоты. Они превосходно владели мечом, были умелыми борцами и всегда были готовы схватиться с противниками, чему способствовали их постоянные тренировки и физические упражнения. Именно навыкам владения оружием ближнего боя аскеты уделяли значительную часть своего времени. Обучение осуществлялось в традиционных школах-акхара, некоторые из которых сохранились до настоящего времени, где аскетов продолжают обучать этим навыкам.